# Pridi Banomyong
Pridi Banomyong (Thai: ปรีดี พนมยงค์) bio je tajlandski političar i profesor. Bio je premijer i visoki dužnosnik Tajlanda, a stogodišnjicu njegova rođenja UNESCO je proslavio 2000. godine.